# Cercle Artistique d'Ostende
De Cercle Artistique d'Ostende was een kunstenaarsvereniging in Oostende die bestond van 1908 tot ca. 1958.

## Geschiedenis
De vereniging werd gesticht in 1908 onder impuls van de Oostendse kunstschilder Jan De Clerck. Medestichters waren Louis Boel en Nicolas Boel. Kunstenaars die onmiddellijk aansloten waren zijn broer Oscar De Clerck, Oscar Cornu, Eugeen Achiel Gerbosch, Louis Royon, Maurice Desforges, Jef De Brock, Alphonse Maeroudt en Karel De Kesel. Vital Keuller werd gedurende enkele jaren voor de Eerste Wereldoorlog benoemd tot artistiek directeur. Deze kring kwam er gedeeltelijk uit onvrede tegen de groep “Ostende Centre d’Art” dat de grote zomersalons in het Kursaal organiseerde en hen straal negeerde. Zeker in het geval van Jan De Clerck is dat onbegrijpelijk.. Maar als tegenreactie een vereniging stichten met nogal wat amateurs was nu niet direct de best mogelijke tegenzet van Jan De Clerck.
Het doel was organiseren van kunsttentoonstellingen in Oostende. Ze deden dat op regelmatige basis -met onderbreking tijdens beide wereldoorlogen- tot ca. 1958. Inmiddels was hun naam wel vernederlandsd tot "Oostendse Kunstkring".
In hun Salon van 1914 waren Jakob Smits, Auguste Oleffe en Frantz Charlet eregasten.

## Oostendse Kunstkring
De Oostendse Kunstkring was de (vernederlandste) opvolger van de “Cercle Artistique d’Ostende”. Ze was actief tijdens het interbellum en na de Tweede Wereldoorlog  nog tot in 1958. Hun hoofdactiviteit was het organiseren van een jaarlijkse tentoonstelling met werk van leden en genodigden. De tentoonstellingen werden doorgaans georganiseerd in de Koninklijke Gaanderijen op de Zeedijk in Oostende.
De vereniging verviel meer en meer in een kringetje van amateurs, waarvan de “betere” professionele kunstenaars liefst wegbleven, al debuteerden enkelen, zoals Hubert Minnebo nog in hun gezelschap.
Tot de vereniging behoorden in de naoorlogse tijd : Jan De Clerck die de stichter was geweest van de “Cercle Artistique d’Ostende”, verder : Félix Albrecht, Leopold Baeys, Louis Boel, Pieter-Nikolaas Boel, Jacques Callaert, Jef De Brock, Léon De Coussemaker, Napoléon Delannoy, Mathieu De Munter, Marguerite Delgobe-Deniker, Jerôme De Vijlder, Albert Hagers, René Lust, Denise Merlevede, Hubert Prove, Charles Vandevelde (1916-?), Albert Nyssen (1915-1971), Gustaaf Sorel, Pierre Teunissen (1899-1974), Lilly Treite, Emile Triebels, Robert Vanheste, Willy Vanhuyse, Arthur Vanhoucke, Maurice Vantournhout, Leon Verbeke, Pierre Verbeke (1895-1962), Paul Vermeire, Emile Wilkin en Jules-Albert Yde.
Hun lokaal bevond zich in de Brasserie Prinsenhof, Ieperstraat 22 in Oostende.